# 阿爾迪
阿爾迪是現時於1992年發現，具有440萬年歷史的女性始祖地猿遺骸化石 ARA-VP-6/500 的綽號。

## 生平
她是一個比現時已知最古老的人科遗骸南方古猿露西更原始的生物。她的發現，被認為可能取代露西的地位，並使人類的進化理論改寫，因為她的存在證明了人和黑猩猩在比預期更早的年代已分別演化。「Ardi」這個名稱源於阿法爾語，本來研究員以為是解作「根源」的意思，但後來其他人指出：
「Ardi」在阿法爾語的意思其實應該是「地面」，而「根源」這個詞在阿法爾語應作「Ramidi」。

## 发现
它是由加州大學人類進化研究中心主任蒂姆·D·怀特博士所帶領的研究隊於1992年至1993年期間發現的首個始祖地猿化石。在發現當時，只找到17個骨骼碎片，包括頭顱骨、顎骨、牙齒及肢骨等，都是從衣索匹亞中部阿瓦什河谷的阿法爾窪地發現。更多的碎片於1994年發現，合共124塊，是完整骨骼的45%。
2009年10月1日，蒂姆·D·怀特博士的研究隊在《科學雜誌》發表一共11篇論文，詳述有關阿爾迪的發現經過與環境，以及他們從阿爾迪的遺駭所推斷有關阿爾迪及始祖地猿的特徵。從她的盤腔的特徵及其外翻的姆趾骨顯示，她是雙足行走的，不過在爬樹時仍然四肢並用。

## 參看
- 地猿
- 露西 (南方古猿)